# 1435

## Родени
- ? – Андреа Верокио, италиански скулптор и живописец

## Починали
- Джън Хъ, китайски мореплавател
- Джована II Анжуйска неаполитанска кралица (1414 – 1435), последна от Сицилианския клон на Анжуйската династия